# Thomas Bajada
Thomas Bajada (né le 13 juin 1994 à Ir-Rabat sur l'île de Gozo à Malte) est un homme politique maltais. Issu de la scène politique européenne, il est élu au Parlement européen en 2024.

## Biographie
Bajada nait à Ir-Rabat (Victoria). Diplomé de biologie puis de gouvernance océanique de l'université de Malte, il rejoint le secrétariat du Parlement européen à sa graduation en 2017. Travaillant par la suite pour la délégation maltaise au parlement, il est également actif dans son pays natal à travers le Conseil national de la jeunesse maltaise ainsi que dans des institutions musicales du pays.
En 2024, bien qu'il ne soit pas soutenu par les meneurs de son parti, le parti travailliste, Bajada se porte candidat pour être Député européen et se fait élire au poste. Durant son mandat, il est le seul travailliste à voter pour Roberta Metsola pour être présidente du parlement européen.